# 33452 Olivebryan
33452 Olivebryan este o planetă minoră (asteroid) din centura de asteroizi. A fost descoperită pe 19 martie 1999 la Experimental Test Site⁠(d) de Lincoln Near-Earth Asteroid Research. 
Obiectul prezintă o orbită caracterizată de o semiaxă mare de 2,6335386 UAi, o excentricitate de 0,1, o înclinație de 4,61959 ° în raport cu ecliptica.